# Raimundo de Farias Brito
Raimundo de Farias Brito (São Benedito, 24 de julho de 1862 — Rio de Janeiro, 16 de janeiro de 1917) foi um escritor e filósofo brasileiro, sendo considerado como um dos maiores nomes do pensamento filosófico do país e autor de uma das mais completas obras filosóficas produzidas originalmente no Brasil, em que identificou os planos do conhecimento e do ser, voltando dogmaticamente à metafísica tradicional, de caráter espiritualista.

## Vida
Filho de Marcolino José de Brito e Eugênia Alves de Farias, fez seus primeiros estudos na cidade de Sobral, todavia, devido à seca, teve de mudar-se com a família para Fortaleza, onde completou o curso secundário no Liceu do Ceará. Formou-se em direito na Faculdade de Direito do Recife, onde foi aluno de Tobias Barreto, obtendo o título de bacharel em 1884.
Atuou como promotor e, por duas vezes, como secretário no governo do estado do Ceará. Mais tarde transferiu-se para o estado do Pará, onde lecionou na Faculdade de Direito de Belém do Pará (1902-1909) e trabalhou como advogado e promotor. Tido como autor de prestígio, mudou-se para o Rio de Janeiro (1909) e venceu o concurso para a cátedra de lógica do Colégio Pedro II. Mas, à época, a lei previa que o Presidente da República escolheria o catedrático entre os dois primeiros classificados no concurso. Graças à intercessão de amigos, o segundo colocado, Euclides da Cunha, foi nomeado. Porém, este último foi alvo de occisão num crime passional, tendo exercido o magistério durante poucos dias no Pedro II. Assim, com a morte do autor de "Os Sertões", Farias Brito acabaria ocupando o cargo em questão, exercendo-o pelo resto da vida. É patrono da cadeira número 31 (trinta e um) da Academia Cearense de Letras. Segundo o escritor maçom Zelito Nunes Magalhães, Farias Brito foi maçom, filiado à Loja Porangaba nº 2, fundadora da Grande Loja Maçônica do Ceará.

## Filosofia
A grande preocupação filosófica de Farias Brito sempre foi o combate ao materialismo e suas vertentes, afirmando, em contrário, uma cosmovisão espiritualista. Para ele, espírito é “a energia que sente e conhece, e se manifesta, em nós mesmos, como consciência, e é capaz, pelos nossos órgãos, de sentir, pensar e agir”. O espiritualismo, nesse contexto, é entendido como a filosofia “que considera o espírito a realidade verdadeira e suprema, sendo a matéria, no mais rigoroso sentido da palavra, uma criação daquela realidade suprema, ou devendo explicar-se como manifestação exterior do desenvolvimento mesmo do espírito”.
Partindo desse ideal espiritualista, o filósofo cearense passou por duas grandes fases. Carlos Lopes de Mattos as distingue entre a do monismo panteísta, acentuado principalmente em Finalidade do Mundo, e a do pluralismo teísta, que atinge o ápice na obra O Mundo Interior. Em ambas, o pensamento britiano é espiritualista, embora, na primeira, esse espiritualismo possa se chamar “paralelista”.
Na primeira fase, Brito compreende a realidade através da substância única, que é a luz, manifestando-se sob duas faces: a natureza e a consciência. Ele se expressa assim: “A natureza é Deus representado, a luz é Deus em sua essência e a consciência é Deus percebido”. Nesse percurso, o filósofo chega a afirmar que a consciência é a coisa em si, manifestando-se o cosmos como o seu fenômeno. Na fase final, Brito renega o monismo e concebe uma causa primária pessoal de onde todas as coisas são criadas, Deus, que é a coisa-em-si por excelência, sendo o espírito humano uma realidade secundária e todos os seres uma ideia divina, de modo que os corpos são fenômenos do pensamento divino. Isso o leva a identificar a metafísica à psicologia, mas uma psicologia “supercientífica” e transcendente, definida como “ciência do espírito”. Assim, segundo Tasso da Silveira, seu discípulo e amigo pessoal, Brito chegava, “ao fim de longa curva evolutiva, à afirmação pura do espírito e do sentido transcendente do ser e do destino”, em que “a substância divina não está diluída nas coisas e nos seres” (embora o mundo seja “Deus pensando”), conservando “a sua limpidez de ato puro e pura forma, sem mescla de devir”.
Em sua fase definitiva, Brito adotava uma teoria realista e pluralista. Assim, afirmava a dualidade real da consciência e do mundo e a multiplicidade das substâncias.
Farias Brito foi sempre um filósofo moderno, com poucos conhecimentos sobre a filosofia antiga e medieval. Isso leva Francisco Elías de Tejada a afirmar que o pensamento de Brito seria amplamente beneficiado pela leitura de Tomás de Aquino, do qual sempre aceitou, inconscientemente, muitos postulados. Para ele, a situação seria similar à de Rudolf von Ihering, que dizia ter perdido a chance de se poupar de muitas fadigas anteriores com a simples leitura da Suma Teológica. Mattos discorda, sustentando que, devido aos seus hábitos mentais, Brito dificilmente seria abalado pela leitura de Santo Tomás e descartando a hipótese de uma conversão escolaśtica. Para Vitorino Félix Sanson, Brito professava uma filosofia estoica. Tanto ele quanto Tejada afirmam a brasilidade típica do pensamento britiano, que teria guiado os principais aspectos da sua filosofia, considerada por Oswald de Andrade como a reação do “impulso anônimo da fé panteísta da nossa raça” ao  “flagrante [...] exotismo” da Escola do Recife e dos positivistas.
Plínio Salgado atribuía a Brito o papel histórico de ter marcado “a transição do pensamento nacional do materialismo para o espiritualismo”, fechando “todas as portas” dos seus discípulos para o materialismo, através do instrumental da filosofia moderna e da ciência, sob processos mentais modernos com os quais, e não com os escolásticos, os intelectuais brasileiros estavam acostumados (e que os levavam a rejeitar pensadores tradicionais), e “só deixando aberta aquela em cujo limiar morreu, vendo seus discípulos entrar por ela: a da filosofia perene”. Segundo Plínio Salgado, Brito “não chega, entretanto, mesmo na tentativa que constitui o seu livro O Mundo Interior, a afirmar-se nem num sistema próprio, nem numa convicção definida. Legou-nos uma reticência, e nada mais”, fornecendo, em sua opinião, “dados preciosos que deveremos usar para traçarmos, por nós mesmos, nossos roteiros”.

### Ética
A ética britiana, baseada na busca pela verdade e voltada ao aprimoramento do homem, é resumida em dois preceitos: fazer o bem e não fazer o mal.
Brito apresenta um conceito pessimista do homem, que tenderia naturalmente para o mal. Porém, o homem é, também, regenerável. Nesse caminho, ele se envolve na luta entre o chamado da consciência e os instintos da natureza, sendo tanto mais perfeito quanto menos sacrifica suas convicções às conveniências, através do próprio esforço. Por isso, o homem é espiritualmente livre a escolher entre as convicções e as conveniências. Sendo a verdade, para Farias Brito, a adequação do intelecto à coisa, a convicção deve ser a crença da sua posse, ou a face subjetiva da verdade.
Portanto, toda a moral britiana se fundamenta na “verdade”. Ora, raciocina Brito, a verdade é descoberta na filosofia, que, pela concepção do universo, dá sentido à natureza, ao sofrimento e à morte; logo, a moral se baseia na filosofia, e a teoria filosófica tem sua finalidade no conceito prático da moral. A filosofia cria a moral, por desvelar a verdade.
Dentro desse pensamento, Farias Brito adota uma visão prática do que é a religião. É a moral organizada, governando a sociedade pela razão. “Religião”, como concebe Brito, não é uma ideia ou ciência, mas o governo real dos homens pela lei moral. Apesar disso, Tejada afirma que, em suas doutrinas morais, Brito é “o moralista escolástico que (jamais soube) repetia as desconhecidas doutrinas escolásticas”.

### Política
Farias Brito foi um crítico veemente da Revolução Francesa, do liberalismo, do individualismo, da democracia e do socialismo. Ele acusava o liberalismo de ser o pai do socialismo e do positivismo. Logo em A Filosofia Moderna, Brito argumenta: “Em primeiro lugar, o lema fundamental [Liberdade, Igualdade e Fraternidade] que chegou a ser considerado como a mais gloriosa conquista da revolução, de todo se desmoralizou, tornando-se patente que nunca a desigualdade de condição entre os homens chegou a tomar tão vastas proporções como nas democracias. Que os homens não são iguais demonstra-o o complicado sistema das hierarquias sociais. Que não são livres demonstra-o a variada combinação de laços e sujeições a que estão subordinados. Que não são irmãos demonstra-o o espetáculo cotidiano da exploração do homem pelo homem. Depois, se a questão era fazer cessar em política toda e qualquer espécie de absolutismo, acontece que nem isto chegou a conseguir a Revolução, porquanto se a democracia foi o resultado legítimo da Revolução, é uma verdade que ao absolutismo do Papa e dos reis, sucedeu nas democracias o absolutismo dos capitalistas e banqueiros, mil vezes mais destestável”. Para ele, a Revolução Francesa destruiu todas as crenças tradicionais, não deixando nada em troca, assim entregando o povo, “sem ideal e sem fé, exclusivamente ao império das paixões desordenadas”. Isso gerou a anarquia.
Farias Brito atribui a causa do caos social e político moderno à ignorância do destino moral humano, ao esquecimento dos deveres humanos com o sofrimento de seus semelhantes, à perda da simpatia devido ao predomínio absoluto do egoísmo, ao aniquilamento do sentimento de solidariedade devido à morte das religiões tradicionais e, sobretudo, à vitória do materialismo.
Em A Filosofia Moderna, Brito analisa três correntes sociais: a ditadura científica de Comte, o naturalismo individualista de Spencer e o socialismo coletivista de Marx. Ele vincula todas essas doutrinas a um “laço comum”: “é a preocupação de só se considerar como positivamente verificado o que pode ser explicado mecanicamente: é o prejuízo mecânico que leva a explicar tudo, quer na natureza, quer na sociedade, só por forças físico-químicas, considerando-se como desnecessária e mesmo condenando-se como absurda, a concepção de uma verdade superior, como princípio regulador do mecanismo do mundo”. Ao mesmo tempo em que classifica o individualismo de “vizinho da anarquia”, Brito acusa o socialismo de “fazer dos indivíduos máquinas que o Estado move”. Comentando Bakunin, o filósofo chama o anarquismo de "um caso de verdadeira loucura política, a mais estranha e incompreensível das vertigens, a mais dolorosa e inexplicável explosão do desespero" e, ao mesmo tempo, “um ideal inatingível”.
Apesar de seu convicto anticomunismo, Brito argumentava a necessidade de uma reforma que constituísse a sociedade de modo a assegurar, a cada um, a “fácil conquista do pão”. Essa reforma, contudo, deveria ser feita através de uma “grande ideia moral”, fugindo à lógica materialista do “interesse”. Para ele, o interesse material sempre conduz à desagregação e ao conflito. Assim, a sociedade deve ser reformada, eliminando as injustiças, mas “não pela luta e pelo ódio, o que em si mesmo envolve uma contradição nos termos, mas pela convicção e o amor”. Contra a tese socialista de que “a questão social deve ser resolvida politicamente, em nome do interesse”, Brito argumenta que “a questão social deve ser resolvida religiosamente, em nome de uma ideia”. Esses princípios morais regeneradores deveriam ser buscados na filosofia. E, abrindo sua obra, ele bradava: “Quero dirigir, aos pequenos e aos humildes, palavras de conforto; quero levantar contra os tiranos a espada da justiça”.
Tejada, um dos principais representantes do tradicionalismo carlista espanhol, afirma que a reação política britiana é “inconscientemente tradicionalista", tendo o filósofo realizado uma "análise racionalista com consequências tradicionais”. Em seguida, ele aponta Farias Brito como “o maior pensador político do primeiro século do Brasil independente” e sua obra como o “ponto de partida para uma interpretação do nacionalismo brasileiro”. Farias Brito foi uma das influências mais importantes do integralismo brasileiro, segundo seu fundador, Plínio Salgado.

## Religião
De início, Farias Brito era adepto de um panenteísmo, conforme o qual as coisas produzidas por Deus subsistiriam imanentes na realidade divina fundamental. Com o passar do tempo, começou a afirmar um Deus pessoal e criador, de cujo pensamento nasce o cosmos. Para ele, Deus é a causa e explicação de todo ser, que nele existe, vive e se move. Assim, o espírito humano também é apenas um efeito do Espírito Divino, ao qual é ligado e do qual depende. Francisco Elías de Tejada afirma que, em seu exemplar pessoal de A Filosofia como Atividade Permanente do Espírito Humano, em posse de Leonardo Van Acker, Farias Brito teria substituído a afirmação de que Deus é o movimento perpétuo por “a fonte perpétua do movimento”, acrescentando, logo adiante, a seguinte observação: “E se é permitido distinguir a ordem do mundo e a de Deus, deve-se em todo caso reconhecer que uma coisa reflete a outra”. Em O Mundo Interior, Brito assinala seu entendimento de Deus como o nous de Anaxágoras, o primeiro motor imóvel de Aristóteles e o “homem-medida de todas as coisas” do famoso sofista Protágoras.
Seu diário íntimo testemunha que, ainda quando panenteísta, em 1901, Brito rezava com fé e profunda piedade cristã para um Deus pessoal, transcendente, onipotente e com vontade própria, dando-lhe graças pelas preces atendidas. Em Finalidade do Mundo, de 1895, mesmo identificando Deus e a luz, o filósofo repelia a ideia de um Deus mecânico, morto, mudo e impotente.
Apesar de, ainda em O Mundo Interior, de 1914, o filósofo ter continuado pregando a criação de uma nova religião, natural e prática, Tejada entendeu, nesse direcionamento teísta de sua filosofia, uma aproximação ao cristianismo, chegando a afirmar sobre ele: "católico pelos desejos do coração, faleceu quando estava prestes a sê-lo pelas razões do cérebro". Jackson de Figueiredo, seu maior discípulo, dizia que Brito foi um grande crente que em toda a vida ignorou o seu próprio cristianismo íntimo. De fato, o filósofo sempre manteve para sua família um lar cristão, tendo consumado seus dois matrimônios na Igreja Católica e batizado todos os filhos. Brito permitia à esposa a frequência nos Sacramentos, e contemplou com muita felicidade a Primeira Comunhão das filhas. Ele costumava pedir às filhas que lhe recitassem o Credo em voz alta. Seu livro favorito era a Imitação de Cristo, de Tomás de Kempis, e mantinha, na sala de visitas, um quadro do Sagrado Coração de Jesus. Uma de suas filhas relata tê-lo visto frequentemente parado, de pé, meditando de frente a um oratório em seu quarto, principalmente nas horas mais difíceis. Nesse oratório, através de uma vidraça, via-se o Cristo pregado à Cruz, a Virgem Maria, São José, Santo Antônio e outras imagens. Jonathas Serrano diz ter ouvido de fonte segura que, certa vez, Farias Brito deixou escapar: "Papai, por que você é tão bom assim?...".
Seu convívio com Jackson de Figueiredo levou-o, pouco a pouco, a se aproximar da Igreja Católica. Além disso, para seu sétimo livro filosófico, nunca publicado, estudou muitos autores católicos, examinando o dogma da queda e a origem das religiões. Proporia, no livro, a Redenção como a própria vida das lágrimas de Deus sobre a morte do espírito revoltado.

## Obras
- Cantos Modernos (1889)
- História Sobre Fenícios e Hebreus (1891)
- Divagações em torno de uma grande mentalidade (1892)
- Homens do Ceará (1896-1897)
- Sobre a filosofia de Malebranche (1898)
- Manifesto do corpo (1900)
- O positivismo do Gomes de Castro (1902)

A obra filosófica de Farias Brito compõe-se de duas trilogias:
- Finalidade do mundo
  - A Filosofia como Atividade Permanente do Espírito Humano (1895)
  - A Filosofia Moderna (1899)
  - Evolução e Relatividade (1905)

- Ensaios sobre a Filosofia do Espírito
  - A Verdade como Regra das Ações (1905)
  - A Base Física do Espírito (1912)
  - O Mundo Interior (1914)

## Homenagens póstumas

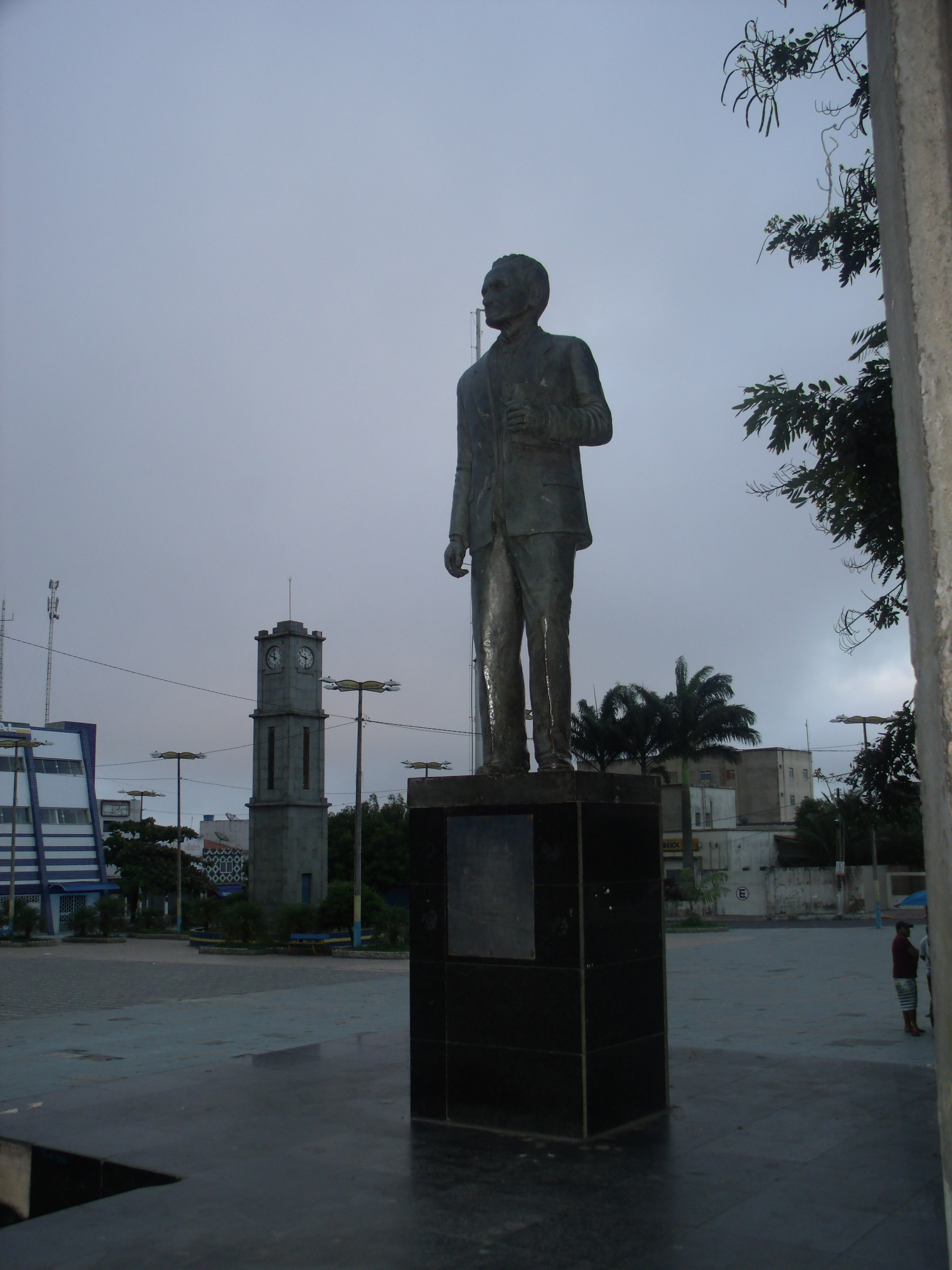
Estátua em São Benedito.

- Em Fortaleza nomeou-se o Colégio Farias Brito, fundado por Ari de Sá Cavalcante, no antigo Colégio São João. O colégio veio a tornar-se a rede de ensino particular Farias Brito que atua nos ensinos fundamental, médio e superior e, seguindo os ideais de seu patrono, ensina filosofia a partir da 1ª série do Ensino Fundamental, quando seus alunos aprendem filosofia antes de saberem ler.
- Um bairro em Fortaleza recebe o nome Farias Brito, em homenagem ao filósofo.
- Para homenageá-lo, o município cearense de Quixará passou a ser denominado Farias Brito.
- Em Manaus, a Escola Estadual Farias Brito está localizada entre os bairros do Centro e Praça 14 de Janeiro.
- Em São Benedito, nomeou-se em homenagem a Farias Brito uma escola pública estadual, localizada próximo ao centro da cidade. A casa onde nasceu é até hoje conservada.